# Tomás Morales Castellano
Tomás Morales Castellano (Moya, 10 ottobre 1884 – Las Palmas de Gran Canaria, 15 agosto 1921) è stato un poeta spagnolo, massimo rappresentante del modernismo lirico insulare e precursore della poesia canaria moderna. È considerato uno dei principali poeti del modernismo spagnolo o, più esattamente, del posmodernismo.

## Biografia

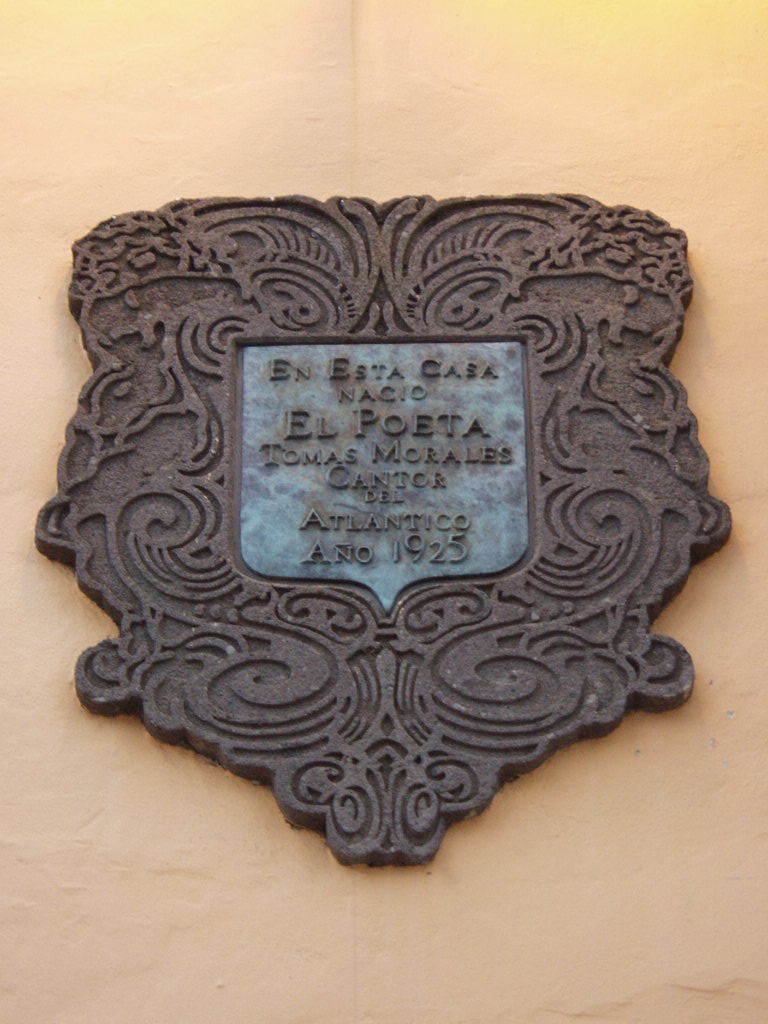
Placca commemorativa nella casa natale del poeta.

Tomás Morales inizia gli studi primari nel 1883 presso il Colegio de San Agustín, terminando nel 1898. Nei due anni seguenti scrive i suoi primi versi, entrando a far parte della generazione dei poeti canari, che include anche gli autori Saulo Torón e Alonso Quesada, col quale è stato compagno di scuola insieme al pittore Néstor Martín Fernández della Torre.
Si trasferisce a Cadice nel 1900 per seguire gli studi di Medicina, mentre il giornale El Telégrafo di Las Palmas pubblica le sue prime poesie negli anni 1902-1903. In seguito trasloca a Madrid nel 1904 per ampliare gli studi alla Facoltà di San Carlos. Nella capitale stringe amicizia con lo scrittore canario Luis Doreste Silva che, assieme a Angel Guerra, lo introduce nella vita mondana presso i luoghi di riunione dei scrittori dell'epoca: partecipa alle tertulia di Francisco Villaespesa al Cafè Universal, e quelle di Carmen di Burgos, "Colombine", direttrice della Revista Crítica. La sua amicizia con Colombine gli permette di farsi conoscere nell'ambiente intellettuale madrileño e di stringere amicizia negli anni tra 1906 e 1908 con Fernando Fortún, Enrique Díez Canedo, Ramón Gómez della Serna.
Nel 1907 pubblica poemi e critiche su Revista Latina, fondata per Villaespesa questo stesso anno. Dopo aver pubblicato il suo primo libro e terminato gli studi, ottenendo il titolo di dottore l'anno seguente, ritorna nel 1909 definitivamente a Gran Canaria. Nel 1911 è nominato medico titolare ad Agaete, dove rimane fino al 1919, quando si sposta a Las Palmas.

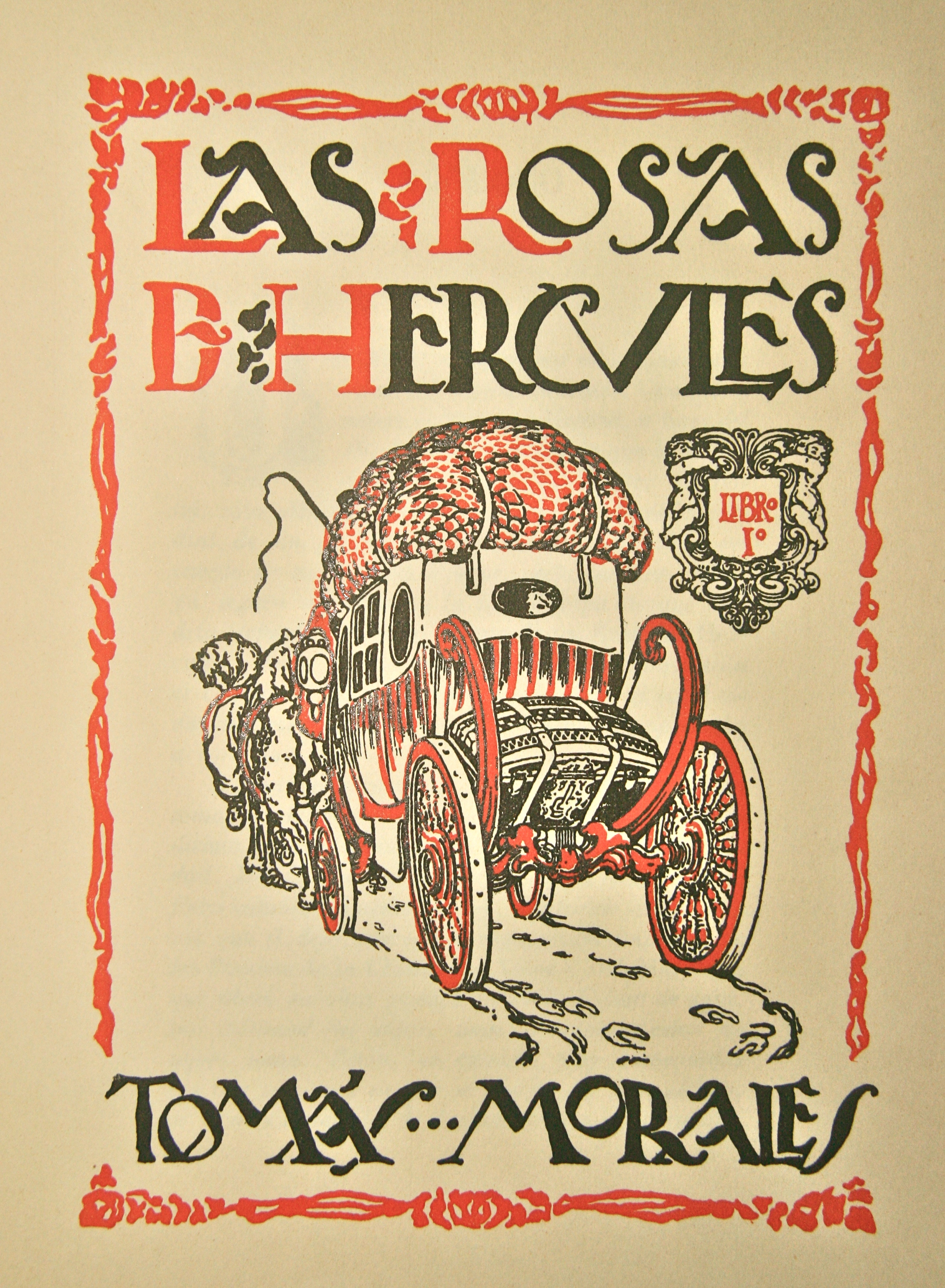
Copertina del primo volume de Las Rosas de Hércules

Nel 1920 riceve vari plausi per la pubblicazione del secondo volume de Las Rosas de Hércules, uscito prima del secondo volume; Morales pianifica quindi di scrivere la prima parte della sua opera, che vede la luce solo postuma nel 1922.
Nel 1921 è nominato Vicepresidente del Cabildo insulare di Gran Canaria. La sua breve carriera politica viene interrotta dalla tragica morte il 15 agosto dello stesso anno. Non ha potuto vedere realizzato il suo sogno di pubblicare entrambi i volumi de Las Rosas de Hércules (1919-1922), tra cui spicca la famosa "Oda al Atlántico".
Attualmente sono dedicati a suo nome un centro infantile e di scuola primaria del Carrizal di Ingenio, un liceo di scuola secondaria e a una delle principali arterie di traffico nella città di Las Palmas de Gran Canaria. Inoltre, una delle imbarcazioni storiche di vela latina che concorrono nella baia della capitale porta il suo nome.
Nel 2011 il Governo delle Isole Canarie dedica al poeta l'edizione del Giorno delle Lettere Canarie.

## Opera
Tomás Morales ha pubblicato soltanto due opere in vita: Poemas de la gloria, del amor y del mar (edito a Madrid nel 1908, stampato da Gutenberg-Castro e Cía) e Las Rosas de Hércules, di cui si conosce la seconda parte grazie all'editore Gregorio Pueyo. Il primo volume, un'edizione incrementata e revisionata nei testi, è apparsa nel 1922, con una prefazione di Enrique Díez-Canedo.
Anche se anche durante la propria vita Tomás Morales ha scritto testi di prosa critica, traduzioni e opere per il teatro (La cena di Bethania, 1910), sicuramente Las Rosas de Hércules resta impressa come la sua opera di maggiore successo e d'influenza per il movimento modernista. Il progetto letterario dell'autore prevede la descrizione del mondo secondo una visione personale, in sintonia con una struttura narrativa in cui i quattro elementi occupano un luogo di primo piano.
La mitologia classica, la riflessione sull'arte e la poesia, il canto al mare (tanto nella sua versione portuaria come mitologica), la visione urbana e cosmopolita sono solo alcuni dei soggetti che Morales ha trattato con versi di grande cura nello stile formale e con un linguaggio volutamente simbolista. Alcuni dei suoi poemi, o insiemi di poemi, più celebri sono: Poemas del mar, Oda al Atlántico, Balada del niño arquero, Tarde en la selva, A Rubén Darío en su última peregrinación, Poemas de la ciudad comercial, A Néstor.
Attualmente si riconosce tra i migliori scrittori canari della sua epoca e uno dei migliori autori moderni di tutto il paese.

## Edizioni moderne
A partire dal 1956, i due volumi de Las Rosas de Hércules vengono pubblicati assieme, con alcuni estratti aggiuntivi come Himno al volcán, che si suppone appartenere in origine a un terzo libro.
Nel 2006 appare la prima edizione critica della sua opera, basata sui libri d'autore preparati dallo stesso poeta e sulle edizioni principali delle sue pubblicazioni.
Le edizioni più conosciute sono:

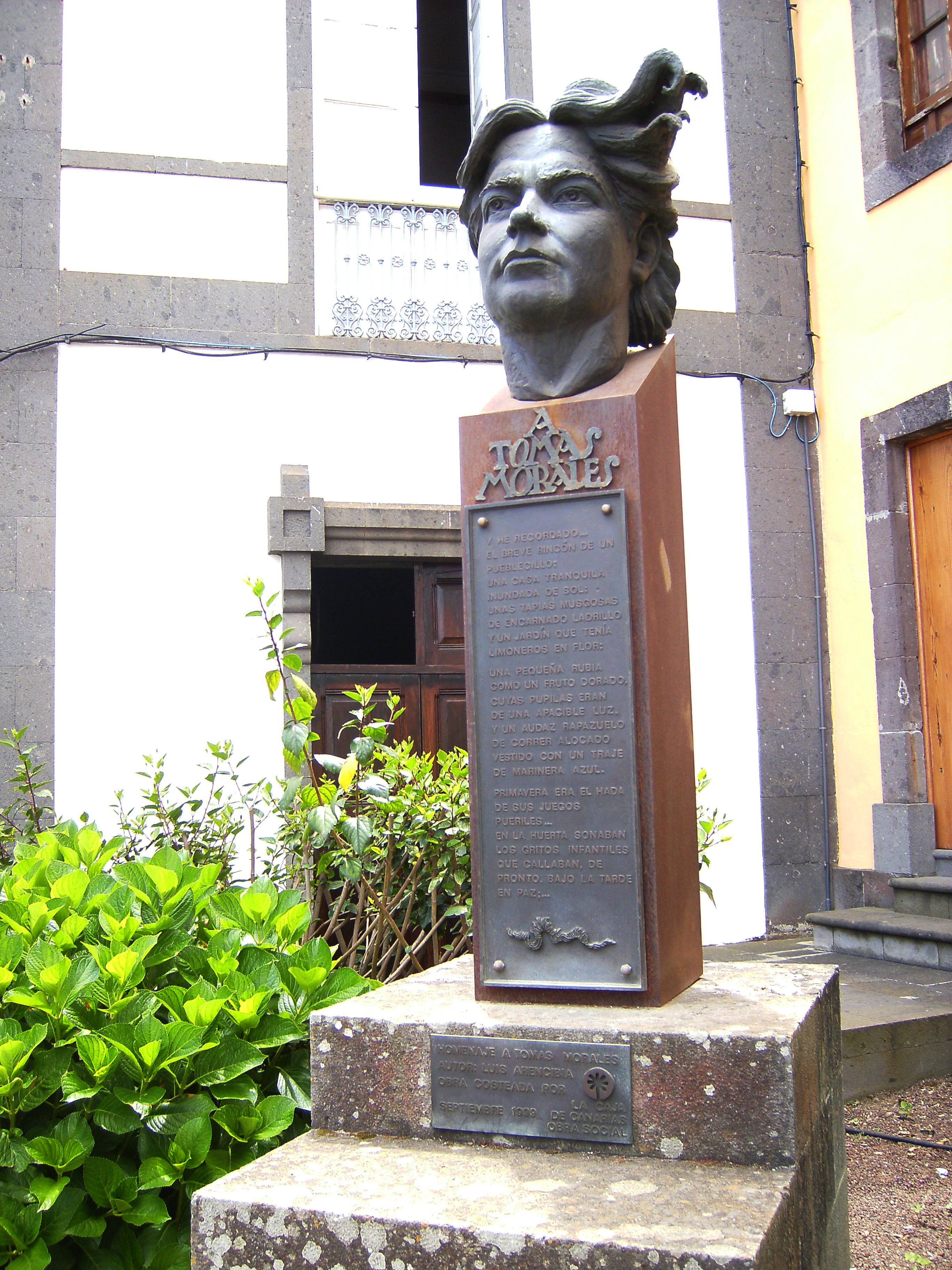
Busto di Tomás Morales nella sua casa natale a Moya.

- Las Rosas de Hércules, Las Palmas de Gran Canaria, Museo Canario, 1956. (Prima edizione dei due volumi congiunti)
- Oda al Atlántico, Las Palmas de Gran Canaria: Cabildo Insular de Gran Canaria, 1971.
- Vacaciones sentimentales, Las Palmas: Ayuntamiento de la Villa de Moya, 1971.
- Poemas de la ciudad comercial, Las Palmas de Gran Canaria: Ayuntamiento de Las Palmas de Gran Canaria, 1971.
- Las Rosas de Hércules, Las Palmas de Gran Canaria, Cabildo Insular de Gran Canaria, 1977.
- Las Rosas de Hércules, Barcellona: Barral Editores, 1977.
- Las Rosas de Hércules, La Cena de Bethania (Versiones de Leopardi). Santa Cruz de Tenerife: Interinsular Canaria, 1984.
- Las Rosas de Hércules, Santa Cruz de Tenerife, Consejería de Cultura del Gobierno de Canarias, 1985.
- Las Rosas de Hércules, lectura de Andrés Sánchez Robayna. Barcellona: Mondadori, 2000.
- Las Rosas de Hércules, edizione critica di Oswaldo Guerra Sánchez, Las Palmas de Gran Canaria, Cabildo de Gran Canaria, 2006.
- Poemas de la Gloria, del Amor y del Mar, testo introduttivo di Oswaldo Guerra Sánchez. Riproduzione dell'edizione di Madrid: Gutenberg-Castro y Compª, 1908. Las Palmas de Gran Canaria: Cabildo Insular de Gran Canaria, 2008.
- Las Rosas de Hércules, introduzione e note di Oswaldo Guerra Sánchez, Madrid, Cátedra, 2011.